# Monarca-do-cabo-york

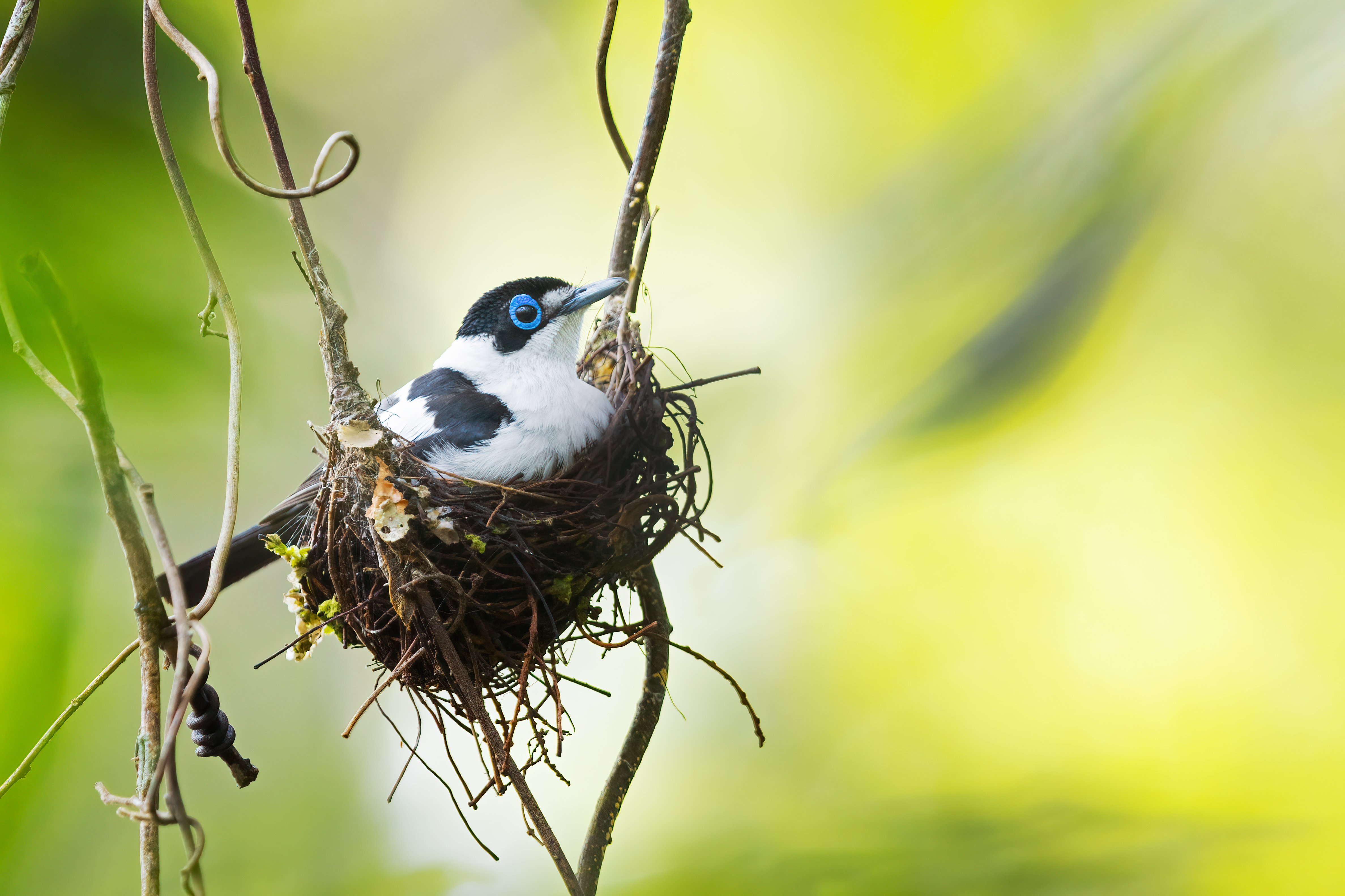

O monarca-do-cabo-york (Arses lorealis) é uma espécie de ave canora da família Monarchidae. É endêmico das florestas tropicais do norte da Península do Cabo York, na Austrália.

## Taxonomia e sistemática
O monarca-do-cabo-york foi descrito pela primeira vez em 1895 pelo ornitólogo e ex-clérigo inglês Charles Walter De Vis, a partir de um espécime coletado por Kendall Broadbent naquele ano. No entanto, espécimes não descritos existiam no Museu Macleay em Sydney e no Museu Nacional de Melbourne por vinte anos antes. Os primeiros ovos foram coletados por HG Barnard no ano seguinte em Somerset, Cape York.
O monarca-do-cabo-york é membro de um grupo de pássaros denominados papa- moscas-monarca. Este grupo é considerado como uma subfamília Monarchinae, juntamente com os fantails como parte da família drongo Dicruridae, ou como uma família Monarchidae por direito próprio. Pesquisas moleculares no final da década de 1980 e início da década de 1990 revelaram que as monarcas pertencem a um grande grupo de pássaros principalmente da Australásia, conhecido como Parvorder Corvida , composto por muitos passeriformes tropicais e australianos. Mais recentemente, o agrupamento foi refinado um pouco, pois os monarcas foram classificados em um grupo 'Core corvine' com os corvos e corvos, picanços, aves do paraíso, fantails, drongos e construtores de lama.
Algumas autoridades consideram o monarca-do-cabo-york como uma subespécie do monarca-de-pescoço-branco.
O monarca-do-cabo-york mede cerca de 14 centímetros (5,5 em) de comprimento, e as penas podem se tornar eretas; o macho é predominantemente preto e branco, e pode ser distinguido do monarca-alvinegro semelhante e mais comum por seu peito todo branco, a última espécie possui uma ampla faixa preta no peito. A garganta, nuca, ombros e costas são brancos, enquanto as asas e a cabeça são pretas. Tem um anel de olho de pele nua e uma barbela azul brilhante. O bico é cinza-azulado pálido e os olhos são escuros. A fêmea é semelhante, mas tem cores e queixo brancos.

## Reprodução
A época de reprodução é de novembro a fevereiro. O ninho é uma taça rasa feita de folhas e gravetos, tecidos com teias de aranha e material vegetal desfiado e decorada com líquen. Geralmente é colocado em um laço pendurado de videira bem longe do tronco ou folhagem de uma árvore de tamanho considerável a cerca de 2 a 2–10 m (6.6–32.8 ft) acima do solo. Dois ovos brancos ovais tingidos de rosa manchados com lavanda e marrom-avermelhado são colocados medindo 19 mm x 14 milímetros.